# Gerres microphthalmus
Gerres microphthalmus är en fiskart som beskrevs av Iwatsuki, Kimura och Yoshino 2002. Gerres microphthalmus ingår i släktet Gerres och familjen Gerreidae. Inga underarter finns listade i Catalogue of Life.